# شهرستان چونگرن
شهرستان چونگرن (به لاتین: Chongren County) یک منطقهٔ مسکونی در چین است که در فوژوا واقع شده‌است.